# Girona Club de Hoquei
El Girona Club de Hoquei, también denominado Garatge Plana Girona CH por razones de patrocinio, es un club catalán de hockey patines creado en 1940. Tanto la sección masculina como la femenina juegan en la máxima categoría del hockey estatal, la OK Liga y la OK Liga Femenina respectivamente.
El equipo femenino ha sido finalista en el campeonato del 2011/12 llegando en esa misma temporada a disputar la final de la Liga Europea perdiendo 3-0 contra el Gijón Hockey Club.

En 2013 volvió a jugar la final, esta vez con sede en Gerona y la perdió nuevamente, esa vez contra el Club Patí Voltregà por 2-3.

El equipo masculino disputa la OK Liga desde 2016, consiguiendo la séptima posición en la temporada 2017-18, lo que le dio paso a disputar la Copa de la CERS de la temporada siguiente, en la cual llegó a octavos de final, ronda en la que fue eliminado por un global de 12-6 (1-6 y 6-5) por el CE Lleida Llista Blava que se proclamaría campeón de la competición.